# Kylähullut
Kylähullut war eine finnische Crossover-Band aus Tampere, die 2003 gegründet wurde und sich 2012 auflöste.

## Geschichte
Die Gründung der Band geht auf das Jahr 2003 zurück, als der Gitarrist und Sänger Alexi Laiho und der Sänger Vesa Jokinen in einem Restaurant namens Telakka in Tampere zufällig an demselben Tisch saßen und ins Gespräch über Musik kamen. Etwas später erarbeiteten sie die ersten Lieder, ehe sie sich in Laihos Haus trafen, um dort die einzige Probe vor der Aufnahme des ersten Tonträgers durchzuführen. Mit anwesend war mittlerweile der Schlagzeuger und Bassist Tonmi Lillman, den Laiho von seinem Wirken in der Band Sinergy kannte. Diese Probe war das erste Aufeinandertreffen von Jokinen und Lillman. Im Mai 2004 folgte unter dem Namen Keisarinleikkaus eine erste EP, bestehend aus vier Liedern, der sich im Januar des Folgejahres an das Debütalbum Turpa Täynnä anschloss. Hierauf ist unter anderem eine Coverversion des Klamydia-Songs Aika enthalten. Als Gastmusikerin ist Kimberley Goss von Sinergy in dem Lied Kylähullut zu hören. Ihren ersten Auftritt hatte die Gruppe am 30. Juli auf dem Kuopio Rockcock in Kuopio. 2007 schloss sich mit Lisää Persettä Rättipäille eine weitere EP an. Im selben Jahr erschien außerdem ein zweites Album, das Peräaukko Sivistyksessä betitelt wurde. Im Jahr 2012 kam es zur Auflösung der Band. Am 14. Februar des Jahres war Tonmi Lillman im Alter von 38 Jahren verstorben.

## Stil
Stefan Glas von underground-empire.com bezeichnete die Musik von Turpa Täynnä als eine Mischung aus „Drunk-Punk“ und „Metal'n'Roll“. Die Texte seien auf Finnisch.

## Diskografie
- 2004: Keisarinleikkaus (EP, Kråklund Records)
- 2005: Turpa Täynnä (Album, Kråklund Records)
- 2007: Lisää Persettä Rättipäille (EP, Kråklund Records)
- 2007: Peräaukko Sivistyksessä (Album, Kråklund Records)